# Il posto dei santi
Il posto dei santi è un singolo del gruppo musicale italiano Negramaro, pubblicato il 20 novembre 2015 come terzo estratto dal sesto album in studio La rivoluzione sta arrivando.

## Descrizione
Il brano racconta di come anche la scomparsa di una persona amata possa significare un "inno alla vita". Il coro nel ritornello è eseguito dal soprano giapponese Hiroko Fujita.

## Video musicale
Il video, pubblicato in anteprima su Repubblica.it il 23 novembre 2015, consiste in un video animato con protagonisti di un viaggio interstellare i Negramaro, con disegni realizzati dal bassista del gruppo Ermanno Carlà.

## Formazione
Negramaro
- Giuliano Sangiorgi – voce, chitarra elettrica
- Emanuele Spedicato – chitarra elettrica, chitarra acustica
- Ermanno Carlà – basso
- Danilo Tasco – batteria, percussioni
- Andrea Mariano – pianoforte, tastiera, sintetizzatore, salterio
- Andrea De Rocco – campionatore

Altri musicisti
- Hiroko Fujita – soprano

## Classifiche
| Classifica (2015)         | Posizione massima |
| ------------------------- | ----------------- |
| Italia                    | 52                |
| Italia (airplay)          | 3                 |
| Italia (airplay italiane) | 1                 |